# Pedro Henrique (football)
Pour les articles homonymes, voir Pedro Henrique.
Pedro Henrique, de son nom complet Pedro Henrique Konzen Medina da Silva, né le 16 juin 1990 à Santa Cruz do Sul, est un footballeur brésilien. Il évolue au poste de milieu de terrain au Ceará SC.

## Biographie
Né le 16 juin 1990 à Santa Cruz do Sul, Pedro Henrique Konzen Medina da Silva est formé au FC Santa Cruz puis au Avaí FC et au Grêmio Porto Alegrense.
En 2010, il quitte Grêmio pour revenir à Santa Cruz do Sul, où il intègre les rangs de l'Esporte Clube Avenida (en). Il y fait ses débuts en championnat Gaúcho, disputant deux rencontres en tant que remplaçant. Toutefois, il est rapidement recruté par la SER Caxias, avec laquelle il découvre la Série C, obtient ses premières titularisations, et marque ses premiers buts au niveau professionnel : lors de la saison 2011, il dispute un total de 24 matchs et marque trois buts, le premier le 19 janvier 2011 contre l'Esporte Clube Pelotas. Pedro Henrique évolue avec le SER Caxias jusqu'en janvier 2012. À cette date, il quitte le Brésil pour rejoindre l'Europe. Repéré par le FC Zurich, il signe un contrat avec le club suisse le 24 janvier 2012. Durant sa première demi-saison dans le championnat suisse, Pedro Henrique dispute quinze matchs. Il marque son premier et unique but de la saison le 18 février 2012 contre le FC Thoune, sur une passe d'Oliver Buff,. La saison suivante, il est écarté des terrains pendant trois mois en raison d'une blessure, et ne joue par conséquent que dix-neuf rencontres.
En 2013-2014, Pedro Henrique réalise sa première saison pleine à Zurich, disputant quarante matchs, dont deux de Ligue Europa, compétition de laquelle le FC Zurich est éliminé par le Slovan Liberec, et marquant onze buts. Il participe au parcours de son équipe en Coupe de Suisse, qui remporte la compétition. Suspendu, il ne participe cependant pas à la finale. Cette saison réussie lui permet d'attirer les regards des recruteurs. Conseillé par Shabani Nonda, il s'engage le 26 juin 2014 en faveur du Stade rennais, club avec lequel il signe un contrat de quatre ans.
En janvier 2017, n'entrant pas dans les plans de son entraîneur Christian Gourcuff, il quitte le Stade rennais et s'engage pour trois ans et demi avec le PAOK Salonique.
Il signe son premier but avec ses nouvelles couleurs le 5 février lors de la victoire de son équipe 3-2 face au PAE Asteras Tripolis qui fut décisif pour son équipe. Il fait aussi une apparition lors de la défaite de son équipe en 16èmes de finale de la Ligue Europa.

## Style de jeu
Pedro Henrique est un joueur offensif pouvant jouer dans les deux couloirs. Il est, selon son coéquipier au Stade rennais Vincent Pajot, « un joueur percutant qui aime dribbler ». Il se décrit d'ailleurs lui-même comme un « joueur rapide qui aime prendre la profondeur ». Son entraîneur Philippe Montanier dit également de lui qu'il est « très adroit devant le but ».

## Palmarès
Pedro Henrique fait partie du FC Zurich lorsque celui-ci remporte la Coupe de Suisse 2014, mais il ne participe pas à la finale, gagnée face au FC Bâle, étant suspendu lors de ce match. En 2017, il remporte la Coupe de Grèce. En 2018, il remporte le Championnat d'Azerbaidjan. Au cours de cette même année il remporte également le championnat et la coupe de Grèce avec le PAOK Salonique.

## Statistiques
Le tableau suivant détaille les statistiques de Pedro Henrique durant sa carrière professionnelle en Europe.
| Saison                | Club                  | Championnat           | Championnat | Championnat | Championnat | Coupe nationale | Coupe nationale | Coupe nationale | Coupe de la Ligue | Coupe de la Ligue | Coupe de la Ligue | Compétition(s) continentale(s) | Compétition(s) continentale(s) | Compétition(s) continentale(s) | Compétition(s) continentale(s) | Total | Total | Total |
| Saison                | Club                  | Division              | M.          | B.          | P.d.        | M.              | B.              | P.d.            | M.                | B.                | P.d.              | Comp.                          | M.                             | B.                             | P.d.                           | M.    | B.    | P.d.  |
| 2011-2012             | FC Zurich             | D1                    | 15          | 1           | 1           | -               | -               | -               | -                 | -                 | -                 | -                              | -                              | -                              | -                              | 15    | 1     | 1     |
| 2012-2013             | FC Zurich             | D1                    | 19          | 1           | 2           | -               | -               | -               | -                 | -                 | -                 | -                              | -                              | -                              | -                              | 19    | 1     | 2     |
| 2013-2014             | FC Zurich             | D1                    | 35          | 9           | 1           | 5               | 2               | 3               | -                 | -                 | -                 | C3                             | 2                              | 0                              | 1                              | 42    | 11    | 5     |
| Sous-total            | Sous-total            | Sous-total            | 69          | 11          | 4           | 5               | 2               | 3               | -                 | -                 | -                 | -                              | 2                              | 0                              | 1                              | 76    | 13    | 8     |
| 2014-2015             | Stade rennais FC      | L1                    | 34          | 2           | 3           | 3               | 1               | 0               | 3                 | 0                 | 2                 | -                              | -                              | -                              | -                              | 40    | 3     | 5     |
| 2015-2016             | Stade rennais FC      | L1                    | 23          | 3           | 0           | 0               | 0               | 0               | 0                 | 0                 | 0                 | -                              | -                              | -                              | -                              | 23    | 3     | 0     |
| Sous-total            | Sous-total            | Sous-total            | 57          | 5           | 3           | 3               | 1               | 0               | 3                 | 0                 | 2                 | -                              | -                              | -                              | -                              | 63    | 6     | 5     |
| Total sur la carrière | Total sur la carrière | Total sur la carrière | 126         | 16          | 7           | 8               | 3               | 3               | 3                 | 0                 | 2                 | -                              | 2                              | 0                              | 1                              | 139   | 19    | 13    |